# Georg Niermann
Georg Niermann (geboren am 8. März 1937 in Bremen) ist ein ehemaliger deutscher Rudersportler.

## Sportliche Erfolge
Von Jugend an widmete er sich dem Rudersport, den er im Sportverein Bremer Ruder-Club Hansa ausübte. Seine bevorzugte Disziplin war dabei der Vierer mit Steuermann. 
Im Vierer mit Steuermann stellte der RC Hansa 1958 den deutschen Meister mit Georg Niermann, Friedrich Arfmann, Heinz-Werner Kollmann, Albrecht Wehselau und Steuermann Gerd Jürgenbehring. Bei den Europameisterschaften 1958 in Posen erreichte der Bremer Vierer mit Steuermann den 1. Platz und gewann somit eine Goldmedaille. Für seine Goldmedaille bei den Europameisterschaften in Posen wurde er am 31. Januar 1959 mit dem Silbernen Lorbeerblatt ausgezeichnet.
1959 belegte der Vierer mit Steuermann mit Jürgen Litz vom RK Essen für Arfmann den zweiten Platz bei den deutschen Meisterschaften. Bei den Olympischen Spielen 1960 in Rom trat Niermann im Vierer ohne  Steuermann an. Zusammen mit Manfred Kluth, Victor Hendrix und Albrecht Wehselau belegte er im Vorlauf den dritten Platz hinter den Booten aus der Sowjetunion und aus Italien. Im Hoffnungslauf unterlag der deutsche Vierer den späteren Olympiasiegern aus den Vereinigten Staaten und schied aus. In der Besetzung Horst Greßmann, Klaus Behrens, Niermann, Wehselau und Jürgenbehring belegte eine Rudergemeinschaft RC Hansa mit dem Ratzeburger Ruderclub 1961 den zweiten Platz im Vierer mit Steuermann.